# Ethan Maniquis
Ethan Maniquis est un réalisateur et monteur américain.

## Biographie
Ethan est d'abord monteur pour Robert Rodriguez avant de coréaliser Machete en 2010 avec ce dernier.

## Filmographie

### Monteur
- 1997 : Real Stories of the Donut Men de Beeaje Quick
- 2005 : Secuestro express de Jonathan Jakubowicz
- 2006 : En territoire ennemi 2 (Behind Enemy Lines II: Axis of Evil) (vidéo) de James Dodson
- 2007 : Planète Terreur (Planet Terror) de Robert Rodriguez
- 2008 : The Other End of the Line de James Dodson
- 2009 : Shorts de Robert Rodriguez

### Réalisateur
- 2010 : Machete (coréalisé avec Robert Rodriguez)

### Monteur des effets visuels
- 2001 : The Man with No Eyes (court-métrage) de Tim Cox
- 2002 : Spy Kids 2 : Espions en herbe (Spy Kids 2: Island of Lost Dreams) de Robert Rodriguez
- 2003 : Spy Kids 3 : Mission 3D (Spy Kids 3-D: Game Over) de Robert Rodriguez
- 2003 : Il était une fois au Mexique... Desperado 2 (Once Upon a Time in Mexico) de Robert Rodriguez

### Acteur
- 2005 : Sin City de Robert Rodriguez et Frank Miller : Bozo #1

### Autres
- 1995 : Desperado de Robert Rodriguez (assistant rédacteur)
- 1995 : Four Rooms d'Allison Anders, Alexandre Rockwell, Robert Rodriguez et Quentin Tarantino (apprentis rédacteur)
- 1996 : Une nuit en enfer (From Dusk till Dawn) de Robert Rodriguez (assistant rédacteur)
- 2005 : Sin City de Robert Rodriguez, Frank Miller et Quentin Tarantino (assistant monteur)